# Харківське конструкторське бюро двигунобудування
Харківське конструкторське бюро двигунобудування (ХКБД) — державне науково-виробниче підприємство оборонно-промислового комплексу України, яке спеціалізується на розробці дизельних двигунів.
Входить до переліку підприємств, які мають стратегічне значчення для економіки й безпеки України.

## Історія

### 1931—1991
В 1931—1932 роках при Харківському паровозобудівному заводі (ХПЗ) було створено спеціальне конструкторське бюро з проєктування танкових двигунів.
В 1930-ті роки на основі конструкції швидкохідного дизельного двигуна БД-2 спеціалістами КБ й ХПЗ було створено танковий двигун, який отримав назву В-2.
Після завершення Німецько-радянської війни КБ розробляло двигуни до танків Т-64 й Т-80УД
У 1959 році ХКБД розпочало роботи зі створення двотактного дизельного двигуна 5ТДФ, яким було оснащено новітній танк Т-64.
У 1974 році ХКБД розпочало роботи зі створення танкового дизельного двигуна 6ТД.
В 1989 році ХКБД розпочало роботи зі створення малолітражних дизелів серії ДТ.
В лютому 1990 року в ХКБД було організовано сектор з двигунів цивільно-господарського призначення. В січні 1991 року він був перетворений у відділ № 10 з двигунів цивільно-господарського призначення (надалі перетворений на відділ малолітражних двигунів і силових установок). 1990 року було постановлено створення малолітражних двигунів 1ТД, 2ТД, 3ТД й 4ТД.

### Після 1991
Після відновлення незалежності України КБ було перепідпорядковане міністерству оборони України.
Спеціалісти КБ провадили роботи зі створення двигунів до танків Т-84 й модернізованих варіантів танків Т-72.
Крім того, спеціально для БРЕМ-84 було розроблено варіант двигуна 6ТД-1 (який отримав назву 6ТД-1Р). в подальшому було розроблено варіант двигуна 6ТД-2 для танка «Оплот» (який отримав назву 6ТД-2Е).
В 1998 році ХКБД розпочало роботи зі створення малолітражних дизелів серії ДТА.
В 1999 році завод ім. Малишева почав серійне виробництво двигунів 2ДТ, 2ДТМ, 2ДТХ й 4ДТС (розроблених спеціалістами ХКБД).
В лютому 2006 року в зв'язку з виходом на пенсію генерального конструктора ХКБД Миколи Рязанцева (який обіймав цю посаду від 1973 року), новим генеральним конструктором ХКБД став Сергій Альохін.
В кінці грудня 2006 року ХКБД завершило комплекс дослідно-конструкторських робіт зі створення малолітражного дизельного двигуна 3ДТА (призначався для сільськогосподарської техніки).
Станом на початок 2008 року, основною продукцією підприємства були:
- дизельні двигуни 3ТД-1, 3ТД-2, 3ТД-3, 3ТД-4[1]
- танкові дизельні двигуни 6ТД-1, 6ТД-2, 6ТДР, 5ТДФ, 5ТДФМ[1]
- суднові дизельні двигуни 5ТДКМ[1]
- дизель-електричні агрегати ЕА-8А й 6ДЕА[1]

В 2010 році ХКБД завершило розробку двигуна 3ТД-3А для БТР-4 (виробництво якого розпочалося в листопаді 2011 року на заводі ім. Малишева). В подальшому, ХКБД брало участь в роботі над БТР-4МВ.
Після створення в грудні 2010 року державного концерну «Укроборонпром», відповідно до постанови Кабінету Міністрів України № 53 від 19 січня 2011 року ХКБД було включено до його складу.
В березні 2012 року Кабінет Міністрів України прийняв постанову про реорганізацію ХКБД з метою перетворення на державне комерційне підприємство.
В 2013 році ХКБД розробило інвестиційний проект виробництва дизелів «Слобожанський дизель» (який передбачав виробництво автомобільних дизельних двигунів подвійного призначення серії ДТНА потужністю 100—175 к.с. в чотирьох- і шестициліндровому виконанні), було розроблено конструкторську документацію першого автомобільного дизеля 4ДТНА1 потужністю 100 к.с. В подальшому, ХКБД були виготовлені й представлені демонстраційні зразки двигунів 4ДТНА1.
В квітні 2015 року стало відомо, що ХКБД залучене до розробки системи, яка прискорює запуск двигунів танків Т-64БМ «Булат» й «Оплот» в зимових умовах.
В травні 2015 року представники ХКБД повідомили, що є технічна можливість встановлення двигунів розробки ХКБД на автомобільну техніку збройних сил України (заміна бензинових двигунів автомобілів УАЗ дизельними двигунами 4ДТНА потужністю 104—115 к.с., і заміна двигунів автомобілів ГАЗ і ЗІЛ дизельними двигунами 6ДТНА потужністю 150—175 к.с.).